# 江背镇 (兴国县)
江背镇，俗称江背洞，是中华人民共和国江西省赣州市兴国县下辖的一个镇。位于县境东南部，与县城相邻。总面积135平方公里，人口2.4万。319国道自东向西贯穿18公里，镇政府驻地距县城19公里，距赣州市98公里。

## 行政区划
全镇辖13个行政村：江背村、郑塘村、澄龙村、华坪村、水沟村、洛光村、高寨村、长山村、来源村、果源村、园岭村、寨联村和新建村，共208个村民小组。